# بوسه بی‌نهایت
«بوسه بی‌نهایت» (به انگلیسی: Infinite Kiss) تک‌آهنگی از هنرمند اهل آلمان ساندرا کرتو است که در سال ۲۰۱۲ میلادی منتشر شد.